# Venturia lankana
Venturia lankana är en stekelart som beskrevs av Maheshwary 1977. Venturia lankana ingår i släktet Venturia och familjen brokparasitsteklar. Inga underarter finns listade i Catalogue of Life.